# ماريا بوشاروفا
ماريا بوشاروفا (الروسية: Мария Бочарова ؛ من مواليد 23 فبراير 2002) هي لاعبة كرة طائرة شاطئية روسية بالاشتراك مع ماريا فورونينا، كانت بطلة الألعاب الأولمبية للشباب 2018 بين الفتيات.